# 飞碟探索
《飞碟探索》（英語：The Journal of UFO Research），是中国国内唯一一份以不明飞行物为主要关注对象的科普杂志，内容使用简体中文。
杂志创刊于1981年2月25日，由原甘肃人民出版社（现读者出版集团前身）创立，对中国的不明飞行物研究起到很大的推动作用。现由读者出版传媒股份有限公司出版，飞碟探索杂志社编辑。每年出版12期，每期64页。
由于互联网对传统纸质阅读的冲击，致读者流失，杂志于2019年起休刊，2018年12月為休刊前最後一期，2020年6月初復刊，維持32開雙月刊，全年出版6期，內頁中設置QR碼，邀請專業人士製作的音頻版文章、相關內容延伸閱讀、與雜誌話題的趣味解讀。